# Prijezda I av Bosnien
Prijezda I av Bosnien, död 1287, var Bosniens regent från 1250 till 1287.